# František Cejnar
František Cejnar, né en octobre 1917 à Prague et mort le 3 mai 1965, est un joueur de tennis tchécoslovaque.

## Carrière
Champion junior de Tchécoslovaquie, František Cejnar se fait remarquer en 1937 lorsqu'il s'impose au Championnat de Berlin contre l'Allemand Gottfried von Cramm. Bien qu'inscrit à la dernière minute, il confirme ensuite en atteignant à 19 ans les quarts de finale de Internationaux de France. Il élimine sur son parcours les Français Jacques Brugnon et Roland Journu avant de s'incliner face à Christian Boussus (6-2, 6-2, 6-1). Grand et massif, il se distingue alors par la sûreté de son jeu de fond de court et sa technique en revers. Fin août, il obtient une médaille d'argent lors des Jeux mondiaux universitaires, battu en finale par Bernard Destremau. Il réédite sa performance parisienne lors de l'édition suivante, étant cette fois battu par le Yougoslave Franjo Punčec (3-6, 6-2, 6-2, 6-3). Il parvient aussi cette année-là en quart de finale à Wimbledon grâce à une victoire sur le Chinois Kho Sin-Khie.
Il joue à trois reprises pour la Tchécoslovaquie en Coupe Davis au sein d'une équipe emmenée par Roderich Menzel et Ladislav Hecht. Il gagne deux simples sans enjeu en 1937 et participe au premier tour contre la Yougoslavie en 1938. S'il s'impose en double avec Menzel, il abandonne au début du cinquième set dans le match décisif qui l'oppose à Dragutin Mitić. Ne souhaitant pas poursuivre le match en raison de l'heure tardive, il décida, en accord avec son capitaine, de quitter le court contre l'avis du juge-arbitre. La Tchécoslovaquie portera réclamation auprès du comité d'organisation contre l'issue de la rencontre.
Il participe une seconde fois au tournoi de Wimbledon en 1939 (défaite au 3e tour). Vainqueur de la première édition du Championnat du Protectorat de Bohême-Moravie, il atteindra trois autres fois la finale de ce tournoi, à chaque fois battu par Jaroslav Drobný. Il ne reprend pas sa carrière sportive après la Guerre pour raisons de santé. Il est toutefois toujours présent sur les courts en tant que capitaine de l'équipe de Coupe Davis.

## Palmarès

### Titres en simples
- 1936 : Championnat de Roumanie, bat Cristea Caralulis (6-4, 6-4, 7-5)
- 1937 : Blau-Weiss Club - Berlin, bat Raymond Tuckey (6-4, 1-6, 6-8, 6-2, 6-4)
- 1937 : Championnat de Berlin, bat Gottfried von Cramm (8-6, 0-6, 6-4, 6-4)
- 1937 : Pörtschach, bat Ottó Szigeti (6-4, 6-2, 2-6, 6-4)
- 1938 : Båstad, bat Karl Schroeder (6-3, 6-3)
- 1938 : Merano, bat Ottó Szigeti (9-7, 8-6, 6-2)

### Finales en simples
- 1937 : Jeux mondiaux universitaires, battu par Bernard Destremau (6-4, 6-4, 2-6, 6-2)
- 1938 : Beaulieu, battu par Franjo Punčec (6-8, 6-3, 0-6, 6-4, 6-3)
- 1939 : Båstad, battu par Gottfried von Cramm (6-4, 6-4, 6-2)

## Parcours dans les tournois du Grand Chelem

### En simple
| Année | Open d'Australie | Open d'Australie | Internationaux de France | Internationaux de France | Wimbledon      | Wimbledon    | US Open | US Open |
| ----- | ---------------- | ---------------- | ------------------------ | ------------------------ | -------------- | ------------ | ------- | ------- |
| 1937  | —                | —                | 1/4 de finale            | Christian Boussus        | —              | —            | —       | —       |
| 1938  | —                | —                | 1/4 de finale            | Franjo Punčec            | 1/4 de finale  | Donald Budge | —       | —       |
| 1939  | —                | —                | —                        | —                        | 3e tour (1/16) | Eugene Smith | —       | —       |

N.B. : à droite du résultat se trouve le nom de l'ultime adversaire.